# Иван Шапкаров
 Тази статия е за българския революционер.  За българския военен вижте Иван Шапкарев.  
Иван (Йонче) Шапкаров е български революционер, деец на Вътрешната македоно-одринска революционна организация.

## Биография
Иван Шапкаров е роден през 1868 година в охридското село Велгощи, тогава в Османската империя, днес в Северна Македония. Присъединява се към ВМОРО. През Илинденско-Преображенското въстание в 1903 година е войвода на четата от Велгощи. Загива в сражение с османски войски на 31 август в местността Гърмешница, между селата Речица, Куратица и Свинища.